# Amor Layouni
Amor Layouni, född 3 oktober 1992, är en svensk-tunisisk fotbollsspelare som spelar för BK Häcken.

## Klubbkarriär
Under sommaren 2013 värvades Layouni av IK Brage från Falu FK. Inför säsongen 2016 värvades Layouni av Degerfors IF, där han skrev på ett ettårskontrakt med option på ytterligare två år. Layouni valde att inte utnyttja denna option, men hade svårt att hitta en ny klubb. Precis innan transferfönstret stängde skrev han på för Elverum.
I juli 2017 gick Layouni till norska Bodø/Glimt, där han skrev på ett kontrakt till och med säsongen 2018. I maj 2018 förlängde Layouni sitt kontrakt i klubben fram över säsongen 2020.
I september 2019 värvades Layouni av egyptiska Pyramids FC. I januari 2021 värvades Layouni av norska Vålerenga, där han skrev på ett treårskontrakt. I februari 2023 lånades Layouni ut till australiska Western Sydney Wanderers på ett låneavtal fram till den 30 juni.
Den 10 juli 2023 blev det officiellt att Layouni värvats av allsvenska BK Häcken på ett treårskontrakt.

## Landslagskarriär
I augusti 2019 blev Layouni uttagen i Tunisiens landslag. Layouni debuterade den 6 september 2019 i en 1–0-vinst över Mauretanien, där han blev inbytt i den 62:a minuten och därefter gjorde matchens enda mål.